# Gertie the Dinosaur
Gertie the Dinosaur er en amerikansk animationsfilm fra 1914 af Winsor McCay.